# Narodnaja Wola

Logotyp organizacji

Narodnaja Wola (ros. Народная воля, pol. Wola Ludu) – organizacja rewolucjonistów w Imperium Rosyjskim, dążąca do obalenia caratu (samodzierżawia). Jedna z organizacji narodnickich. Powstała w lesie koło Lipiecka we wrześniu 1879 r., w wyniku rozłamu organizacji Ziemla i Wola. Najgłośniejszą jej akcją było dokonanie zamachu na cara Aleksandra II w 1881 r. Organizacja została rozbita przez Ochranę w wyniku aresztowań i serii procesów w latach 80. XIX wieku. Ostatnią jej nieudaną akcją była próba zamachu na cara Aleksandra III w 1887 roku.

## Historia
Organizacja dążyła do obalenia monarchii przy pomocy indywidualnego terroru. Doceniała znaczenie walki politycznej dla zdobycia swobód demokratycznych, jednak ten cel starała się realizować za pomocą spisków i terroru indywidualnego (m.in. wielokrotne próby zamachu na Aleksandra II). Najważniejsi przywódcy: Andriej Żelabow, Aleksandr Michajłow, Mark Natanson.
Do Narodnej Woli należeli m.in. Ignacy Hryniewiecki, Hesia Helfman, Sofja Pierowska, Lew Sternberg, Aleksandr Uljanow (brat Włodzimierza Lenina) i Bronisław Piłsudski (brat Józefa Piłsudskiego) .